# Nationaal park Teluk Cenderawasih
Nationaal park Aketajawe-Lolobata is een park in Indonesië. Het ligt nabij de stad Manokwari in de provincie West-Papoea op het eiland Nieuw-Guinea.